# Éric Godon
Éric Godon, (Baudour, Saint-Ghislain, Bèlgica, 7 de febrer de 1959), és un actor belga.

## Biografia
Autodidacta, roda el seu primer film amb 40 anys. Després dels estudis de filologia germànica a la ULB,exerceix diferents oficis abans de llançar-se l'any 2003 a una carrera d'actor via la improvisació teatral.
Actor poliglota i polivalent, encarna personatges molt diversificats al cinema i a la televisió. Actua en produccions belgues (francòfones i neerlandeses), franceses i anglosaxones.
L'any 2012, Eric Godon passa a la direcció, amb 3 curtmetratges: Rosa, Emma i Marguerite.
Segueix una carrera internacional. Després de Fishing without nets, un film independent estatunidenc de Cutter Hodierne rodat a Kenya, encarna el personatge de Georges Deloix a The Missing, la mini sèrie de la BBC. L'any 2015, actua en anglès i en rus al costat de Sean Bean el paper d'Ivanenko a Legends, una sèrie de televisió estatunidenca produïda per Fox 21.

## Filmografia

### Cinema
- 2002: Petites Misères de Philippe Boon i Laurent Brandenbourger
- 2002: Dédales de René Manzor
- 2004: Demain on déménage de Chantal Akerman
- 2005: De Indringer de Frank Van Mechelen
- 2005: Ultranova de Bouli Lanners: le patron
- 2006: Windkracht 10 de Hans Herbots
- 2006: Le Lièvre de Vatanen de Marc Rivière
- 2007: Une chaîne pour deux de Frédéric Ledoux
- 2007: J'aurais voulu être un danseur d'Alain Berliner
- 2007: Un secret de Claude Miller
- 2008: Combat avec l'ange de Marian Handwerker
- 2008: Nothing sacred de Dylan Bank
- 2008: Amagats a Bruges (In Bruges) de Martin McDonagh: Yuri
- 2008: Les Insoumis de Claude-Michel Rome
- 2009: Légende de Jean l'Inversé de Philippe Lamensch (curt)
- 2008: Les Enfants de Timpelbach de Nicolas Bary
- 2009: The Vintner's Luck de Niki Caro
- 2009: Des de París amb amor (From Paris with Love) de Pierre Morel
- 2010: La Meute de Franck Richard
- 2010: Cannibal de Benjamin Viré
- 2010: La Chance de ma vie de Nicolas Cuche
- 2010: Res a declarar (Rien à déclarer), de Dany Boon
- 2011: Frits et Freddy de Guy Goossens
- 2011: Où va la nuit de Martin Provost
- 2011: Toutes nos envies de Philippe Lioret
- 2011: Les yeux de la vigne de Margot Testemale
- 2012: Incident at Sans Asylum d'Alexandre Courtès
- 2012: 10 jours en or de Nicolas Brossette
- 2012: The Expatriate de Philipp Stölzl
- 2012: Dépression et des potes d'Arnaud Lemort
- 2012: La Clinique de l'amour d'Artus de Penguern
- 2012: Arrêtez-moi de Jean-Paul Lilienfeld
- 2012: Fishing without nets de Cutter Shepard Hodierne
- 2014: Johnny Walker de Kris De Meester
- 2014: Suite française de Saul Dibb
- 2014: La French de Cédric Jimenez
- 2015: El cas Heineken (Kidnapping Freddy Heineken) de Daniel Alfredson
- 2015: D'Ardennen de Robin Pront
- 2017: El guardià de la relíquia (Pilgrimage) de Brendan Muldowney
- 2017: El jove Karl Marx (Le jeune Karl Marx) de Raoul Peck
- 2017: Het tweede gelaat de Jan Verheyen
- 2017: La femme la plus assassinée du monde de Franck Ribière
- 2019: Anna de Luc Besson

### Televisió
- 2002: Tous les chagrins se ressemblent de Luc Béraud
- 2003: Des kilos en or de Christian François
- 2004: Lucile et le petit prince de Marian Handwerker
- 2005: La Battante de Didier Albert
- 2005: Nom de code DP de Patrick Dewolf
- 2005: Comme a des roulettes de Jean-Paul Lilienfeld
- 2006: Avec le temps de Marian Handwerker
- 2006: La Fille du chef de Sylvie Ayme
- 2007: Complot d'amateurs de Vincent Monnet
- 2008: Les poissons-marteau d'André Chandelle
- 2008: À tort ou à raison - l'affaire Leïla de Pierre Joassin
- 2009: Otages de Didier Albert
- 2009: Tombé a la tête de Didier Albert
- 2010: En chantier, monsieur Tanner de Stefan Liberski
- 2010: Monstertrilogie de Hans Herbots
- 2010: La Marquése des ombres d'Edouard Niermans
- 2010: Vidocq-le masque et la plume d'Alain Choquart
- 2010: Julie Lescaut, episodi 2 Temporada 19, Contre la montre de Jérôme Navarro: Plon
- 2011: Pasteur d'Alain Brunard
- 2012: Cher radin de Didier Albert
- 2013: Marge d'erreur de Joël Santoni
- 2014: Marie Curie, une femme au front d'Alain Brunard
- 2017: The halcyon - ITV